# Rund um Köln 1996
Il Rund um Köln 1996, ottantaduesima edizione della corsa, si svolse il 26 maggio e fu vinto dal tedesco Erik Zabel della Team Deutsche Telekom davanti ai belgi Tom Steels e Johan Capiot.

## Ordine d'arrivo (Top 10)
| Pos. | Corridore               | Squadra                   | Tempo    |
| ---- | ----------------------- | ------------------------- | -------- |
| 1    | Erik Zabel              | Team Deutsche Telekom     | 4h47'20" |
| 2    | Tom Steels              | Mapei-GB                  | s.t.     |
| 3    | Johan Capiot            | Collstrop-Lystex          | s.t.     |
| 4    | Jean-Pierre Heynderickx | Collstrop-Lystex          | s.t.     |
| 5    | Olaf Ludwig             | Team Deutsche Telekom     | s.t.     |
| 6    | Robbie McEwen           | Rabobank                  | s.t.     |
| 7    | Andy De Smet            | Ipso-Asfra Racing Team    | s.t.     |
| 8    | Sergej Ivanov           | Lada-CSKA Samara          | s.t.     |
| 9    | Marcel Wüst             | Mx Onda                   | s.t.     |
| 10   | Stéphane Hennebert      | Cedico-Ville de Charleroi | s.t.     |